# Helmut Brümmer-Patzig
Helmut Brümmer-Patzig (26 de outubro de 1890 - 11 de março de 1984) foi um comandante de U-Boot que serviu na Kriegsmarine durante a Segunda Guerra Mundial.

## Primeira Guerra Mundial
Helmut Brümmer-Patzig iniciou a sua carreira militar como membro da classe 1910 ao ingressar na Marinha da Alemanha como Offiziersanwärter. Serviu no navio de guerra Pommern até o mês de novembro de 1915, época esta em que ingressou na força U-Boot. Atuou como oficial de observação do U-A (Scherb) e do SM U-55 (Werner) entre os meses de novembro de 1915 até setembro de 1917. Assumiu o comando do SM U-86 no mês de janeiro de 1918 até o mês de agosto do mesmo ano. Neste comando foi onde torpedeou o navio hospital canadense HMHS Lllndover Castle e metralhou os sobreviventes nos botes, salvando-se apenas alguns em um bote que conseguiufugir na escuridão. Patzig  escapou da condenação por crime de guerra nos julgamentos de crimes de guerra de Leibzig poder fugido da jurisdição alemã, assumindo então o comando do SM U-90 até a dia do armistício no dia 11 de novembro de 1918.
Brümmer-Patzig  durante a Primeira Guerra Mundial como comandante do U-Boot ao conseguir afundar 24 navios e danificar outro.

## Segunda Guerra Mundial
Com o início da Segunda Guerra Mundial, atuou no staff do BdU entre os meses de fevereiro e junho de 1940, assumindo diversas posições no staff até assumir o comando do submarino capturado UD-4 no dia 28 de janeiro de 1941. Não chegou a realizar nenhuma patrulha de guerra com este submarino, deixando o seu comando no dia 15 de outubro de 1941, quando voltou a assumir cargos no staff até a sua retirada no dia 3 de maio de 1945.

## Carreira

### Patentes
| Offiziersanwärter          | 1 de abril de 1910      |
| Fähnrich zur See           | 15 de abril de 1911     |
| Oberfähnrich zur See       |                         |
| Leutnant zur See           | 27 de setembro de 1913  |
| Oberleutnant zur See       | 22 de março de 1916     |
| Oberleutnant zur See a.D.  | 23 de novembro de 1919  |
| Kapitänleutnant a.D.       | 21 de fevereiro de 1920 |
| Kapitänleutnant d.R. z.V.  | 2 de setembro de 1937   |
| Korvettenkapitän d.R. z.V. | 1 de dezembro de 1939   |
| Fregattenkapitän           | 1 de fevereiro de 1944  |

### Condecorações
| Cruz de Ferro 2ª Classe (1914)                                        | 11 de maio de 1916    |
| Cruz de Ferro 1ª Classe (1914)                                        | 6 de março de 1917    |
| Ritterkreuz des Königlichen Hausordens von Hohenzollern mit Schwerten | 11 de julho de 1918   |
| Broche da Cruz de Ferro 2ª Classe (1914)                              | 1 de setembro de 1940 |
| Cruz de Mérito de Guerra 2ª Classe com Espadas                        | 20 de abril de 1943   |

### Sucessos
- 24 navios afundados num total de 89 318 toneladas
- 1 navio danificado tendo 5 189 toneladas

| Data                    | U-Boot  | Nome da Embarcação       | Toneladas | Nacionalidade   |
| ----------------------- | ------- | ------------------------ | --------- | --------------- |
| 15 de agosto de 1918    | SM U-90 | Montanan                 | 6 659     | norte-americano |
| 15 de agosto de 1918    | SM U-90 | J. M. J.                 | 54        | francês         |
| 16 de agosto de 1918    | SM U-90 | West Bridge (danificado) | 5 189     | norte-americano |
| 17 de agosto de 1918    | SM U-90 | Escrick                  | 4 151     | britânico       |
| 17 de agosto de 1918    | SM U-90 | Joseph Cudahy            | 3 302     | norte-americano |
| 24 de agosto de 1918    | SM U-90 | Graciosa                 | 2 276     | português       |
| 14 de fevereiro de 1918 | SM U-86 | Bessie Stephens          | 119       | britânico       |
| 17 de fevereiro de 1918 | SM U-86 | Pinewood                 | 2 219     | britânico       |
| 19 de fevereiro de 1918 | SM U-86 | Wheatflower              | 188       | britânico       |
| 20 de fevereiro de 1918 | SM U-86 | Djerv                    | 1 527     | britânico       |
| 23 de fevereiro de 1918 | SM U-86 | Rio Verde                | 4 025     | britânico       |
| 30 de abril de 1918     | SM U-86 | Kafue                    | 6 044     | britânico       |
| 30 de abril de 1918     | SM U-86 | Kempock                  | 255       | britânico       |
| 2 de maio de 1918       | SM U-86 | Medora                   | 5 135     | britânico       |
| 5 de maio de 1918       | SM U-86 | Tommy                    | 116       | britânico       |
| 6 de maio de 1918       | SM U-86 | Leeds City               | 4 298     | britânico       |
| 11 de maio de 1918      | SM U-86 | San Andres               | 1 656     | norueguês       |
| 12 de maio de 1918      | SM U-86 | Inniscarra               | 1 412     | britânico       |
| 16 de maio de 1918      | SM U-86 | Tartary                  | 4 181     | britânico       |
| 22 de maio de 1918      | SM U-86 | Meran                    | 656       | norueguês       |
| 21 de junho de 1918     | SM U-86 | Eglantine                | 339       | norueguês       |
| 26 de junho de 1918     | SM U-86 | Atlantian                | 9 399     | britânico       |
| 27 de junho de 1918     | SM U-86 | Llandovery Castle        | 11 423    | britânico       |
| 1 de julho de 1918      | SM U-86 | Covington                | 16 339    | norte-americano |
| 1 de julho de 1918      | SM U-86 | Origen                   | 3 545     | britânico       |
| Total                   | Total   | Total                    | 94 507 t  |                 |